# Dniestr w nocy
Dniestr w nocy – obraz olejny (pejzaż) autorstwa polskiego malarza Józefa Chełmońskiego, ukończony w 1906 roku. Znajduje się w zbiorach Muzeum Narodowego w Krakowie.

## Historia
Józef Chełmoński namalował obraz Dniestr w nocy wraz z wieloma innymi pejzażami po powrocie do Polski z Paryża. Feliks Jasieński kupił obraz od autora i zdeponował go w Muzeum Narodowym w Krakowie, gdzie znajdował się on od września 1906 do lutego 1924 roku. W 1925 roku Muzeum Narodowe w Warszawie odmówiło zakupu dzieła. Abe Gutnajer oferował obraz na sprzedaż w Łodzi i w Warszawie w 1926 roku; w sierpniu 1927 roku w antykwariacie Studzińskiego obraz został zakupiony przez Muzeum Narodowe w Krakowie, które następnie podjęło decyzję o umieszczeniu dzieła w wystawie stałej w Galerii Sztuki Polskiej XIX wieku w Sukiennicach na Rynku Głównym.
Z tyłu obrazu znajduje się naklejka z napisem: „Salon Sztuki i Antykwarnia Abe Gutnajera”, instytucji działającej dawniej przy ulicy Mazowieckiej 16 w Warszawie.
Obraz Dniestr w nocy został uznany za jeden z najwybitniejszych obrazów Józefa Chełmońskiego.
Między 10 stycznia 2015 a 20 czerwca 2016 obraz był eksponowany wraz z innymi dziełami Józefa Chełmońskiego na wystawie „Malarstwo polskie z kolekcji Muzeum Narodowego w Krakowie w Pałacu Prezydenckim” w Warszawie.

## Opis
Obraz ukazuje rzekę Dniestr wijącą się powoli, oglądaną z perspektywy wzniesienia z prawej strony. Ciemna, nocna sceneria natury rozświetlona jest subtelnym blaskiem zachodzącego słońca, a delikatna mglista poświata potęguje odczucie ciszy i nieograniczonej przestrzeni. Józef Chełmoński celowo zrezygnował z drobiazgowego realizmu, koncentrując się na uproszczonej, niemal abstrakcyjnej formie. Kolor pełni tu rolę autonomiczną, a subtelne przejścia błękitów, szarości i liliowych tonów podkreślają ulotność chwili, nadając całości elegijny charakter. Wierność naturze, połączona z duchową refleksją, odzwierciedla głębokie, niemal panteistyczne uwielbienie Józefa Chełmońskiego dla świata przyrody.
Płótno obrazu ma 85 cm wysokości, 127 cm szerokości, natomiast z masywną ramą ma wysokość 124 cm, szerokość 164,5 cm oraz głębokość wynoszącą 10 cm. W lewym dolnym rogu płótna znajduje się sygnatura: „Józef Chełmoński 1906”. 